# Natacha, la película
Natacha, la película es una película argentina de 2018 escrita y dirigida por Fernanda Ribeiz en compañía de Eduardo Pinto. La película está basada en uno de los libros de la serie ¡¡¡Natacha!!! de Luis Pescetti.

## Sinopsis
Nati y Paty son dos grandes amigas que comparten novios, secretos y el emprendimiento de escribir cartas de amor a cuatro manos para alivianar la tarea al Cupido de los más bajitos. Mientras se preguntan de dónde vienen los pensamientos, planean una desafiante misión: demostrar que los perros ven en colores, para obtener la máxima calificación en la feria de ciencias y tecnología de la escuela.

## Reparto
- Julieta Cardinali como Mamá de Natacha.
- Antonia Brill como Natacha.
- Fiorela Duranda como Tere.
- Uriel Berman como Nico.
- Joaquín Berthold como Papá de Natacha.
- Anita Galvano como Sabrina.
- Martina Iglesias como Rosario.
- Ana María Picchio como Abu Martha.
- Joaquín Rapalini como Fede.
- Juan Francisco Reynaldi como Jorge.
- Cori Romero como La directora.